# Девід Бові: історія людини з зірок
Девід Бові: Історія людини з зірок — драматично-біографічний фільм Великої Британії 2020 року. Режисер Гебріел Рендж; сценаристи Крістофер Белл та Гебріел Рендж. Продюсери Метт Коуд й Нік Тоссіг. Світова прем'єра відбулася 16 жовтня 2020 року; прем'єра в Україні — 11 лютого 2021-го.

## Про фільм
Історія першого візиту молодого Девіда Бові у США в 1971 році. Ця подорож надихнула Девіда на створення його знакового альтер еґо — Зіґґі Стардаста, і стала початком надзвичайного творчого успіху.
Фільм був створений без офіційного дозволу родини Бові — тому не має ліцензії на включення будь-яких його пісень.

## Знімались
| Актор             | Роль            |
| ----------------- | --------------- |
| Джонні Флінн      | Девід Бові      |
| Марк Марон        | Рон Оберман     |
| Джена Мелоун      | Енджі Бові      |
| Дерек Моран       | Тері Бернс      |
| Ентоні Фленаган   | Рейнольдс       |
| Джуліан Річінгс   | Тоні Дефріс     |
| Аарон Пул         | Мік Ронсон      |
| Горд Ренд         | Майкл Оберман   |
| Річард Кларкін    | Майклсон        |
| Енні Бріггс       | Джені Річардсон |
| Джеффрі Макгіверн | містер Джонс    |
| Лара Геллер       | Джеміна         |